# Абалін Сергій Михайлович
Сергій Михайлович Абалін (нар. 1901, село Гостилово Броницького повіту Московської губернії, тепер Московської області, Російська Федерація — покінчив життя самогубством 9 серпня 1956, місто Москва) — радянський діяч, журналіст, головний редактор журналу «Большевик», головний редактор журналу «Партийная жизнь». Член Центральної Ревізійної Комісії КПРС з лютого по серпень 1956 року.

## Життєпис
Народився в родині вагаря на залізниці. Закінчив міське початкове училище в місті Варшаві.
З вересня 1911 по вересень 1915 року працював у сільському господарстві батька в селі Гостилово Броницького повіту. У вересні 1915 — грудні 1916 року — хлопчик магазину білизни братів Альшвангів у Москві. З грудня 1916 по березень 1920 року працював у сільському господарстві батька в селі Гостилово Броницького повіту Московської губернії.
З березня 1920 року служив у Червоній армії. У березні 1920 — січні 1921 року — червоноармієць 73-го запасного піхотного полку РСЧА в місті Костромі. У січні 1921 — травні 1922 року — переписувач окремої збірної гаубичної батареї РСЧА в місті Вишній Волочок. У травні 1922 — квітні 1924 року — старший переписувач 14-ї окремої гаубичної батареї РСЧА в Москві.
У травні — грудні 1924 року — секретар відділу Хамовницької районної ради міста Москви.
Член РКП(б) з грудня 1924 року.
У січні 1925 — грудні 1927 року — інформатор та секретар відділу агітації і пропаганди Хамовницького районного комітету ВКП(б) міста Москви.
У грудні 1927 — вересні 1931 року — відповідальний секретар Центрального архівного управління СРСР у Москві. Одночасно у 1930 році закінчив два курси Московського державного університету.
У вересні 1931 — вересні 1934 року — директор Московського історико-архівного інституту імені Покровського при ЦВК СРСР.
У вересні 1934 — лютому 1938 року — слухач Інституту Червоної професури в Москві.
У лютому 1938 — березні 1939 року — інструктор відділу керівних партійних органів ЦК ВКП(б).
З березня 1939 року — старший науковий співробітник Інституту Маркса-Енгельса-Леніна при ЦК ВКП(б).
У 1941—1944 роках — у Червоній армії на політичній роботі, учасник німецько-радянської війни. З червня 1941 по липень 1941 року — заступник начальника політичного відділу дивізії народного ополчення Київського району Москви (21-ї дивізії Московського народного ополчення). З липня 1941 по вересень 1942 року — заступник начальника, з 20 вересня по листопад 1942 року — начальник політичного відділу 173-ї стрілецької дивізії. У листопаді 1942 — червні 1943 року — начальник відділу агітації і пропаганди політичного управління Південно-Західного фронту. У липні 1943 — січні 1944 року — заступник начальника політичного відділу 11-ї армії. Воював на Західному, Південно-Західному, Сталінградському, Донському, Брянському і Білоруському фронтах.
У січні 1944 — лютому 1945 року — завідувач відділу журналу «Партийное строительство».
У лютому 1945 — жовтні 1947 року — відповідальний організатор ЦК ВКП(б).
У жовтні 1947 — серпні 1948 року — заступник головного редактора журналу «Партийная жизнь».
У серпні 1948 — липні 1949 року — редактор відділу пропаганди, член редакційної колегії газети «Правда».
У липні 1949 — листопаді 1952 року — головний редактор журналу «Большевик». У 1952—1955 роках — редактор журналу «Коммунист».
У 1955 — 9 серпня 1956 року — головний редактор журналу «Партийная жизнь».
Покінчив життя самогубством (отруївся газом) 9 серпня 1956 року в Москві. Похований на Новодівочому цвинтарі Москви.

## Звання
- старший батальйонний комісар
- гвардії підполковник

## Нагороди
- орден Червоної Зірки (.11.1942)
- медаль «За перемогу над Німеччиною у Великій Вітчизняній війні 1941—1945 рр.»
- медалі